# Jan Pike
Jan Pike (ur. 10 lutego 1952 w Sydney) – paraolimpijska zawodniczka z Australii. Dwukrotna medalistka w ujeżdżaniu na paraolimpiadzie.
Została wyróżniona australijskim odznaczeniem państwowym Medal Orderu (OAM). Jest honorowym, dożywotnim członkiem Equestrian Australia.

## Życiorys
Pike urodziła się w stolicy Australii w Sydney. Cierpi na czterokończynowe porażenie mózgowe. Aby opanować niekontrolowane spazmy mięśni wszczepiono jej implant z elektrodą w mózgu i baterią w brzuchu.
Zaczęła jeździć konno dopiero w wieku 27 lat (1979) w ramach stowarzyszenia Riding for the Disabled Association NSW. Jak sama mówiła w wywiadach, jeżdżenie od początku sprawiało jej radość i stało się pasją na całe życie: „Kiedy po raz pierwszy usiadłam w siodle i doświadczyłam swobody ruchu, zakochałam się”.
Przez pierwsze lata jeździła na uprzęży w arenie, ale później poruszała się już samodzielnie na koniu. Samą dyscypliną ujeżdżania zainteresowała się w późnych latach 80. XX wieku. W ramach RDA NSW uczestniczyła w paru stanowych i krajowych mistrzostwach.
Niedługo po wydzierżawieniu własnego konia i rozpoczęciu prywatnych lekcji w 1999 roku została wybrana do Kadry Paraolimpijskiej. Jeszcze w 2011 roku brała udziała w krajowych konkursach jeździeckich i myślała o wzięciu udziału w paraolimpiadzie w 2012 roku.
W 2016 roku otrzymała stanowiska dyrektorki w dziale jeździeckim RDA NSW (ang. Executive Officer, Riders' Representative).
W czerwcu 2021 roku została odznaczona Medalem Orderu (OAM) za zasługi dla osób niepełnosprawnych. Jest również honorowym, dożywotnim członkiem Equestrian Australia.
Przez wiele lat zajmowała się fizjoterapią, jednak musiała zrezygnować ze względu na pogarszający się stan zdrowia.

## Udział w paraolimpiadzie

### Ateny 2004
W igrzyskach w Atenach brała udział w 3 konkurencjach. Zdobył brązowy medal w mieszanym konkursie ujeżdżenia w stylu dowolnym I stopnia oraz srebrny medal w mieszanym konkursie ujeżdżenia w klasie mistrzowskiej I stopnia. Podczas igrzysk jeździła na koniu Dr Doulittle.

### Hong Kong 2008
Pike była również członkinią australijskiej drużyny paraolimpijskiej na Letnich Igrzyskach Paraolimpijskich 2008. Wzięła udział w dwóch zawodach i zajęła 7 i 9 miejsce na 13 zawodniczek.

## Życie prywatne
W 1975 roku poślubiła Grega. Jej hobby to czytanie i pisanie poezji oraz ogrodnictwo. W wolnych chwilach zajmuje się również mentoringiem i trenowaniem młodych adeptów jeździectwa.